# Este país merece la pena
Este país merece la pena fue un programa de televisión de España que se emitió cada domingo a las 14:00 a través del canal principal de Mediaset España, Telecinco, el último trimestre de 2014.

## Formato
Este país merece la pena, conducido por expolítico y contertulio televisivo Miguel Ángel Revilla, recorre cada punto de España acompañado de personajes famosos mostrando porqué merece la pena vivir en España. 
Desde Albert Rivera a Sor Lucía Caram ayudarán al afable expolítico a entender porqué la gente no debería abandonar el país.

## Episodios y audiencias

### Temporada 1: 2014
| Programa | Invitado           | Día de emisión          | Audiencia      |
| -------- | ------------------ | ----------------------- | -------------- |
| 1        | Pasqual Maragall   | 30 de noviembre de 2014 | 805 000 (7,4%) |
| 2        | Elpidio José Silva | 7 de diciembre de 2014  | 800 000 (8,8%) |
| 3        | Valentín Fuster    | 14 de diciembre de 2014 | 784 000 (7,2%) |
| 4        | Julio Anguita      | 21 de diciembre de 2014 | 653 000 (7,0%) |
| 5        | Albert Rivera      | 28 de diciembre de 2014 | 668 000 (6,7%) |